# Мангуп тюркюси
Мангу́п тюркюси́ (крымскотат. Мангуп тюркюси, Mangup türküsi) — караимская песня на крымскотатарском языке, найденная Борисом Кокенаем в собрании его отца. В песне в поэтической форме раскрываются душевные переживания вызванные падением и разрушением крепости Мангуп в 1793 году.

## Название и история рукописи
Древняя рукопись «Мангуб тюркюси», записанная на караимском языке, была написана неизвестным автором. Этот текст нашёл караимский краевед и исследователь Борис Кокенай, когда обрабатывал записи своего отца Якова Кокеная (также караимского собирателя и меламеда). Название произведения переводится с крымскотатарского языка дословно как «Мангупская песня», или же произвольно — «Песня о Мангупе».
Мангуп тюркюси рассказывает о душевных переживаниях автора (называет себя «дертли Симха» — «страдающий Симха»), вызванных нападением на Мангуп неизвестных врагов («душманлар») и разрушением его в 1793 году.
В конце своей жизни (1960-е годы) Борис Кокенай познакомился с караимским исследователем и литератором Давидом Гумушем, которого он привлек к обработке родительской записи. Гумушу пришлось делать транслитерацию поэзии (написанной еврейской графикой), а потом перевёл её на русский язык и использовал в своей работе «Мангуп и караимы», как один из главных источников. Смерть автора не позволила опубликовать его работу.
Годами позже исследователям удалось отыскать ещё несколько рукописей этой песни, найденные в библиотеке Литовской академии наук в личном книжно-документальном фонде С. М. Шапшала и в личном фонде Семёна Адольфовича Фирковича. Все эти источники стали подтверждением подлинности караимской песни.

## Содержание
В своей песне караим Симха описывает события конца XVIII века, когда была уничтожена крепость Мангуп. Среди авторских поэтических переживаний исследователи определили обстоятельства захвата и разрушения караимской крепости и расселение их по Крыму. Кроме того автор указывает и точную дату событий — 1793 год (который полностью совпадает и предшествует событиям русско-турецких военных столкновений за Крым). Это произведение стало первым конкретизирующим источником разграбления и уничтожения Мангупа.
| Оригинал | Перевод |
| --- | --- |
| Ходжа, ходжа! Къарлы дагълар витанындан Айырылан – агълар Дерхунума бир от дӱшти Джигерчигим йанар агъларым Бири бирилен савушта Акъыл да къалмады башта Беш бинъ беш йӱз элли ӱчтэ Бузулды - йанар агъларым Ашкъын дересини аштым Вардым йат эллере дӱштим Ристан, мелалдан вазгечтим Гидерим – йанар агъларым Къонджа дерлер, дигиль гӱльден Гӧнълюм хъеч айырылмаз сенден Иншаллахъ йапулыр тезден Денерим – йанар агълары Йоллары гечильмез даштан Гӧзӱм йашы гечер баштан Айырылмаз досттан-эштен Денерим – йанар агъларым Суву вэ мевахъсы ӧксек дагълар Эшитенлер бевле севлер: Ибадет иттигим эвлер, Вирандыр — йанар агъларым Сагъындыгъым ӧксек дагълар Йӱзӱм кӱлер къальбим агълар Виран къалды Мангуп дерлер Витандыр — йанар агъларым Сагъындыгъым ӧксек дагълар Йӱзӱм кӱлер къальбим агълар Хакъ назарын олан агълар Вирандыр – йанар агъларым Дилегим вар хъер гӱн санъа Душманларым хакътан була Банъа дерлер дертли Симха Ӧлюнче йанар агъларым | Учитель, учитель! От снежной горной долины Отторгнутый — будет плакать. Мне внутрь огонь проник, Лёгкие горят — я плачу. Друг с другом прощаются В голове не осталось ума В пять тысяч пятьсот пятьдесят третьем Разорён — я горько плачу. Быстро я пересёк долину его, Пошёл, и в руки чужие попал. Расстался со всем, что имел, Ухожу — и горько плачу Говорят бутон, но не розы, Мысли никак не оторвутся от тебя. Бог даст быстро восстановят, Но я вновь горько плачу Пути-дороги его непролазны из-за камней, Слёзы глаз моих стали выше головы моей. От друзей с кем никогда бы не расставался, Расстался — и горько плачу. Вода его и плоды на высоких горах. Слышавшие так говорят Дома, в которых я молился Разрушены — я горько плачу Я вспоминаю высокие горы Лицо моё смеется, а сердце плачет. Разрушенным остался Мангуп, говорят. Это родина моя — я горько плачу Я вспоминаю высокие горы, Лицо смеётся, а сердце плачет. Обиженный судьбой будет плакать. Разрушен — я горько плачу Просьба моя каждый день к Тебе — По заслугам пусть получат враги мои. Одержимый Симха обо мне говорят, Но до смерти я буду горько плакать. |

Уже позже исследователи утвердились, что описанные в песне события имели место именно в 5553 году от сотворения мира (по караимскому летоисчислению). Спор ведётся только о нападающих, которые разрушили крепость. Дан Шапира считает, что «душманлар» могли быть русские, поскольку именно в те времена они захватывали Крым. Историк Михаил Кизилов, опубликовав свою работу «К истории караимской общины Мангупа», высказал предположение, что это могли быть отряды знатного татарского рода Балатуковых, поскольку эта семья на протяжении ста лет (XIX—начало XX века) владела этими землями.

## Издания и переводы
Первым, кто пытался опубликовать караимский поэтический раритет был караимовед Давид Гумуш в своём историческом исследовании, которое так и не опубликовал. Хотя саму песню-рассказ о гибели крепости Мангуп он полностью обработал.
Первая же публикация появилась в 2001 году. Её осуществил Дан Шапира в США в своём труде «A karaim poem in Crimean-Tatar from Mangup: a Source for Jewish-Turkish History» (Judaeo-Turcica III. 2001). В следующем году Дан Шапира опубликовал свой труд на русском языке в «Вестнике Еврейского университета» в Москве под названием «„Песнь о Мангупе“ 1793 года: неизвестный источник по истории караимов Крыма» уже с тремя первоисточниками: текст Якова Кокеная (обработанный Давидом Гумушем), запись С. М. Шапшала и текст Фирковича".